# Jan Wieczwiński
Jan Wieczwiński z Wieczwni herbu Prus III (zm. przed 3 kwietnia 1535) – kasztelan sierpecki, wojski płocki, kasztelan płocki od 23 stycznia 1521-1528, od 1522 starosta bratiański.
W 1519 wystarał się o prawa miejskie dla Karniszyna. Był sygnatariuszem aktu traktatu krakowskiego w 1525 roku.